# まいきち
まいきち（2005年〈平成17年〉1月30日 - ）は、日本の女性インフルエンサー、タレント、モデル。『Ranzuki』の専属モデル。
大阪府出身。ホリプロ所属。

## 経歴
作曲家の父と元歌手の母のもとに生まれ、中学校1年生時に始めたTikTokがきっかけでスカウトされ芸能界入り（芸映に所属）。2018年第1回TikTok CREATOR AWARDS EXCELLENT CONTENT受賞。
2019年6月、ユニバーサルミュージックと専属契約し、2021年2月26日にメジャーデビューした。作詞は自身で行った。
2021年からYouTubeで復活するRanzukiの専属モデルに就任。
2024年から振袖TEENS by ジョイフル恵利の6期生に就任。
2024年10月11日よりホリプロに所属。

## 人物
- 趣味はTikTok、ギター、B級映画にツッコミを入れること。
- 特技はドラム、ギター、歌。前述のように音楽を職に持つ親元に生まれたため、幼いころから洋楽のほか様々な音楽を聴き育つ[2]。ドラム、ギター、ピアノは父から教わり[9]、歌に関しては幼少時より母に鍛えられ、小学3年のときにはインストゥルメンタル以外の音楽に拒絶反応が出るまでに負担となった。しかし小学校4年の時にのどを壊し、歌えないことの辛さを体感。以降、前向きにボイストレーニングをし、作詞作曲できるまでになった[2]。
- 幼稚園はインターナショナルプリスクール。小学校は中華学校に4年間通っていたため、英語と中国語も堪能[2]。小学校5年から日本の学校に編入[9]。中学3年生で上京[9]。
- 妹が2人いる長女[10]。
- 芸能活動自体は1歳から行っている[11]。

## 出演

### テレビ
- 突然ヒロイン～少女まんがみたいな恋、しよっ!～（2020年12月5日 - 2021年1月9日、YouTube）[12]
- Love music（2021年1月24日、フジテレビ）
- 痛快TV スカッとジャパン（2021年2月8日、フジテレビ）
- ある子ども（2022年2月19日、Eテレ）
- 民王R 第5話（2024年11月19日、テレビ朝日） - カナ 役

### ラジオ
- レコメン!（2020年3月17日、文化放送）

### イベント
- 日本テレビ 「ゴールデンまなびウィーク!新しいチカラの祭典 まなびフェス2020」（2020年5月2日）
- 次世代ワールドホビーフェアオンライン（2021年1月16日）

### 雑誌
- ニコラ6月号（2019年5月1日、新潮社）
- Seventeen（2020年、集英社）
- Star Creators!Summer2021（2021年7月、KADOKAWA）

### ネット配信
- Ranzuki （2021年 - 、YouTube）
- 振袖TEENS by ジョイフル恵利 （2024年、YouTube）
- ABEMA Prime（2025年6月11日 - 、ABEMA）コメンテーター

## 音楽
デジタルシングル
- どこでもスタート（2020年2月26日、ユニバーサルミュージック）[13]
- ヒロイン願望 暴走中（2020年12月4日、ユニバーサルミュージック）
- くれまーすか（2021年6月9日、ユニバーサルミュージック）

## 出版

### デジタル写真集
- 眠れない夢 （2024年10月、週刊プレイボーイ、撮影：カノウリョウマ）[10]
- まいきち　大人じゃないよ スピ/サン グラビアフォトブック（2025年3月31日、小学館、撮影：YUJI TAKEUCHI）